# (172850) Coppens
(172850) Coppens és un asteroide del cinturó d'asteroides descobert el 3 març de 2005 per Jean-Claude Merlin a l'observatori Tenagra II i anomenat provisionalment (2005) EU27. Va ser anomenat en honor a Yves Coppens, el paleontòleg reconegut internacionalment pel codescobriment de l'australopitec Lucy a Etiòpia.
Té una òrbita caracteritzada per un semieix major de 2,8142415 UA, una excentricitat orbital de 0,0556193 i una inclinació d'1,78746° respecte a l'eclíptica.